# William Frankland
William Frankland (Battle, 19 marzo 1912 – Londra, 2 aprile 2020) è stato un immunologo britannico.
Aveva un fratello gemello, John Ashlin Frankland, che lavorò in Sierra Leone.

## Biografia
Frankland nacque il 19 marzo 1912 nel Sussex, in Inghilterra. Trascorse la sua infanzia nel Lake District. Si laureò all'Università di Oxford. Si occupò  del conteggio dei pollini come informazione meteorologica per la popolazione britannica e della previsione dell'aumento dei livelli di allergia alla penicillina.
Durante la seconda guerra mondiale servì come medico militare al fronte. Fu prigioniero di guerra a Singapore per 3,5 anni. 
Festeggiò il suo centesimo compleanno nel marzo 2012. Nel 2015 apparve in un episodio della serie televisiva britannica Britain's Greatest Generation, prodotta dal canale BBC 2, e in Desert Island Discs, trasmessa su BBC Radio 4. Nel giugno 2015, all'età di 103 anni, fu insignito dell'Ordine dell'Impero Britannico (MBE)  per i suoi servizi nella ricerca sulle allergie. Diventò la persona più anziana a vincere il premio "British Order of Courage", sempre a 103 anni nel luglio 2015.
Frankland morì per complicazioni da COVID-19 all'età di 108 anni a Londra il 2 aprile 2020, tra gli individui più anziani a essere diagnosticato.